# Pleșoiu (gmina Livezi)
Pleșoiu – wieś w Rumunii, w okręgu Vâlcea, w gminie Livezi. W 2011 roku liczyła 194 mieszkańców.